# Affaire Bérenger Brouns
 (novembre 2019).
Si vous disposez d'ouvrages ou d'articles de référence ou si vous connaissez des sites web de qualité traitant du thème abordé ici, merci de compléter l'article en donnant les références utiles à sa vérifiabilité et en les liant à la section « Notes et références ».
L'affaire Bérenger Brouns est une affaire criminelle française dans laquelle une jeune femme de 26 ans, Christelle Leroy et son fils Lucas sont assassinés à Paris le 20 février 2005 par Bérenger Brouns, employeur et amant de Christelle.

## Biographies

### Bérenger Brouns
En 2005, Bérenger Brouns est un homme de 43 ans, plutôt grand, marié depuis 20 ans au moment des faits. Il a deux enfants et un mode de vie fondé sur le travail et la famille. Il peut être décrit comme « Monsieur tout le monde ».
Homme d'affaires, travailleur, il détient plusieurs boutiques à Paris. Il est notamment gérant de la charcuterie italienne du marché Saint-Martin où Christelle Leroy, l'une des victimes, travaillait. C'est un homme sympathique et avenant, ses clients l'apprécient plutôt bien.
Son enfance est marquée par la séparation de ses parents. Il paraît parfois colérique aux yeux de ses proches et de ses collègues, même s'il n'a jamais eu de problème : son casier judiciaire est vierge. Il a cependant parfois du mal à se contrôler sur son lieu de travail quand quelque chose l'agace.
Sa vie bascule lorsqu'il rencontre Christelle Leroy, dont il tombe fou amoureux. Leur relation est difficile, lui ne veut pas divorcer, mais cette liaison perdure tant bien que mal. Sa femme est au courant de cette liaison extra-conjugale avec une autre femme bien plus jeune que lui, qu'elle accepte à condition que son mari ne l'abandonne pas, elle et leurs deux enfants.

### Christelle Leroy
Au moment des faits, Christelle Leroy est une jeune femme de 26 ans. Elle a eu un enfant avec une précédente relation, un garçon de 4 ans prénommé Lucas. Elle vit dans un appartement dans le 10e arrondissement de Paris que son patron et amant lui a trouvé près du marché où ils travaillent. C'est une femme rebelle et instable. Peu passionnée par les études, elle décroche un CAP de vendeuse en boucherie-charcuterie et commence immédiatement à travailler. Après plusieurs expériences professionnelles, elle est engagée par Bérenger Brouns dans sa boutique du Marché Saint-Martin.
Leur histoire est faite de hauts et de bas, mais selon plusieurs témoins Bérenger Brouns semble « l'avoir dans la peau ». En 2004 Christelle tombe enceinte de son amant Bérenger mais préfère à ce moment le quitter et avorter. L'année des faits, elle retombe enceinte de lui, mais avait pris rendez-vous avec son gynécologue afin d'avorter à nouveau.

## Faits matériels
Le dimanche 20 février 2005 en début d'après-midi, une violente dispute éclate entre Bérenger Brouns et Christelle Leroy. Elle a déjà avorté de lui et souhaite le quitter définitivement. Ils s'empoignent, elle le gifle, Bérenger étrangle alors sa maîtresse, puis son fils, Lucas, âgé de 4 ans. Il étouffe ensuite leur chienne Mabelle. Bérenger part alors retrouver sa femme vers 16 heures, comme s'il ne s'était rien passé. Il lui propose d'aller faire les magasins dans le quartier de Bercy, mais avouera qu'il était dans un état second et qu'il serait incapable de dire ce qu'il a vu à ce moment-là.
La nuit suivant les meurtres, Bérenger Brouns place les corps de la femme et de l'enfant dans de grands sacs de voyage, les transporte dans son véhicule et les emmène dans son arrière-boutique du marché Saint-Martin. Froidement, il enfile un tablier de charcutier en plastique, saisit ses outils et entreprend de découper les deux corps. Les quatre jours suivants, il les jettera, morceau par morceau, dans différentes poubelles. Les deux têtes finissent dans deux seaux dans lesquels Bérenger Brouns coule du ciment avant de les jeter dans les bennes du marché Saint-Martin. Plus personne n'aura de nouvelles de Christelle, de Lucas et de Mabelle, leur cocker.
Bérenger Brouns sera placé en garde à vue après quatre mois de mensonges, et passera aux aveux peu de temps après.

## Enquête et procédure

### Enquête
Les proches de Christelle Leroy et de son fils Lucas n'ont pas de nouvelles. Le temps passe, et Christelle ne répond pas au téléphone. Inquiète, sa famille alerte la police et dépose pour disparition inquiétante.
Les policiers, pensant que Christelle et Lucas sont partis pour les vacances scolaires de février, ne prennent pas les dires de la famille au sérieux.
Désespérée, la mère de Christelle décide alors de contacter plusieurs médias pour aider à les rechercher. Mais Christelle Leroy étant majeure, ils ne peuvent pas faire grand chose. Finalement, seul le magazine Le Nouveau Détective réagit à ses sollicitations.
Le 24 février 2005, le journaliste Nicolas Deliez, arrive donc sur les lieux. Il informe la police de ses découvertes (de vieilles traces de sang sur la porte d'entrée). La brigade de recherche des personnes disparues est alors sollicitée car Christelle étant majeure et les éléments si peu convaincants (pas de cadavre), la brigade criminelle ne peut être appelée. Les experts judiciaires envahissent également l'appartement de Christelle. Mais pour l'instant, rien de réellement tangible n'est découvert.
Le 25 février 2005, Christelle et son fils ont disparu depuis presque une semaine. Les policiers interrogent finalement Bérenger Brouns sur son lieu de travail. Même si certains détails demeurent bizarres (il présente deux cicatrices autour du nez), aucun élément ne permet de soupçonner l'individu, qui semble sincèrement inquiet par la disparition de celle qui est sa maîtresse et son employée.
Une nouvelle déclaration vient tout chambouler : la voisine de palier de Christelle, Irène Lerman, qui est aussi la propriétaire de son appartement, affirme l'avoir vue le lundi, ce qui fait que Bérenger Bourns ne serait pas la dernière personne à avoir vu Christelle vivante. La peine de Bérenger commence à convaincre son entourage de son innocence, notamment la famille de la jeune femme qui se met à douter de sa culpabilité.
Une semaine plus tard, c'est la rentrée des classes et ni Christelle, ni son fils n'ont réapparu. Lucas n'est pas revenu à l'école et les comptes en banque de Christelle n'ont pas bougé depuis sa disparition. 
Les policiers interrogent une dernière fois Bérenger Brouns, dans l'espoir d'obtenir une information. Ils trouvent un homme calme, tempéré et très collaboratif. Il exprime ses soupçons quant au fait que Christelle l'ait quitté sur un coup de tête, comme c'était son habitude. Il ajoute qu'il l'aime et attend son retour. Quand un policier lui demanda s’il l’avait tuée, Berenger répondit : « Non, bien sûr que non ! »
Au bout d'un mois, la brigade clôt le dossier et le transfère au Procureur de la République. Il n'y a ni trace de vie ni de corps à déplorer. Le procureur ouvre alors une information et charge la brigade criminelle de l'enquête.
Le 4 avril 2005, la brigade découvre un élément important dans les relevés téléphoniques de Christelle : le jour de sa disparition, à 22 h 16, elle a reçu un appel localisé non loin de chez Bérenger Brouns. Pourtant, celui-ci affirmait ne pas avoir eu de nouvelle depuis 14 heures.
Le 14 avril 2005, la brigade criminelle découvre dans l'appartement de Christelle que tous ses biens ont disparu. C'est Bérenger Brouns qui les a enlevés, sous prétexte que la propriétaire voulait relouer l'appartement. Ce comportement alerte les policiers. Ces derniers se rendent au Marché Saint-Martin. La police retrouve les affaires de Christelle dans le hangar de ce dernier, ainsi qu'un papier dévoilant un rendez-vous chez le gynécologue pour février 2005. La jeune femme était vraisemblablement enceinte et n'avait pas honoré ce rendez-vous.
Les policiers sont désormais convaincus que Brouns est impliqué dans la disparition, mais aucune preuve ne peut confirmer leur soupçons. Le 8 juin 2005, trois mois après la disparition, Bérenger Brouns est arrêté et placé en garde à vue, ainsi que sa femme, pour complicité. Après un interrogatoire où ils doivent s'expliquer séparément, Brouns décrit son emploi du temps le jour de la mort de Christelle. Les policiers entrent dans son jeu pour le mettre en confiance puis le conduisent en cellule. Sa femme est libérée. 
Après cela, les policiers sortent du jeu et exigent de lui la vérité. Il est pris au piège par ces derniers à propos du relevé téléphonique, et finit par avouer toute l'histoire : il a tué Christelle Leroy et Lucas en les étranglant.
Les meurtres ont eu lieu le 20 février 2005 (la voisine s'est donc trompée). À bout de souffle de cette liaison destructrice, il s'emporte lors d'une énième dispute avec Christelle qui vient de le gifler, et dans une explosion de colère l'étrangle. Estimant qu'il était à un point de non-retour, il étrangle également Lucas, afin de se débarrasser d'un témoin. Puis il étouffe le chien. Il rejoint ensuite sa femme et affirme ne plus se souvenir de ce qui s'est passé. 
Quand sa femme part pour son travail de nuit, il en profite pour retourner chez Christelle et met les corps dans des sacs poubelle qu'il glisse dans deux grands sacs de voyage pour les transporter dans le coffre de sa voiture de nuit jusque dans son arrière-boutique. Il les démembre alors minutieusement et jette froidement les différents morceaux dans des poubelles au hasard de son parcours. 
Pour se débarrasser des deux têtes, il les coule dans du ciment à prise rapide et les jette dans la poubelle du marché. Il prend soin de nettoyer complètement le matériel avec un détergent professionnel très puissant, et passe les siphons à l'eau de javel. De fait, les enquêteurs ne retrouveront aucune trace de sang effacée avec le produit bluestar. Il se débarrasse également des couteaux qu'il a utilisés et du téléphone portable de sa victime.
Les policiers retrouvent peu de temps après les factures d'achat des produits de nettoyage, du ciment et des nouveaux couteaux, ce qui confirme les aveux de Brouns. Quatre mois après les faits, les recherches des morceaux des corps ne donneront jamais rien et ils ne seront jamais retrouvés.
Les policiers de la brigade criminelle convoquent la mère de Christelle et le père de Lucas pour leur annoncer qu'ils sont tous les deux décédés, sans leur donner de détail. Ils n'apprendront le récit complet du meurtrier que le lendemain, par voie de presse.

## Procès et condamnation
Interrogés par la Cour sur la personnalité de l'accusé, les experts psychiatres et psychologues le décrivent comme un homme tout à fait normal et ordinaire, mais doté d'un tempérament sanguin et soupe au lait donc capable de s'emporter brutalement pour un rien.
Les proches des deux victimes sont surpris et horrifiés lorsque l'accusé décrit dans les détails les plus sordides pendant les débats la façon méticuleuse et quasi professionnelle avec laquelle il a procédé au découpage des corps.
Le mardi 27 février 2007, la Cour d'assises de Paris condamne Béranger Brouns à 30 ans de réclusion criminelle, sans peine de sûreté. Le crime passionnel n'est pas retenu à son égard. Il ne fait pas appel de cette décision. La mère de Christelle regrettera le fait qu'aucune peine de sûreté n'ait été prononcée à son encontre.
En prison, Béranger Brouns reçoit régulièrement les visites de sa femme, cette dernière restant « le rocher sur lequel il pourra toujours s'accrocher... »

## Documentaires télévisés
- « Bérenger Brouns, Le charcutier du marché St Martin » le 28 mars 2010 dans Faites entrer l'accusé présenté par Christophe Hondelatte sur France 2.
- « Le boucher de Saint-Martin » le 5 avril 2013 dans Suspect n° 1 sur TMC.
- « Le boucher de Saint-Martin » (deuxième reportage) le 10 mai 2014 dans Chroniques criminelles sur NT1.
- « Le dépeceur du marché Saint Martin » (deuxième reportage) dans « ... dans le grand Paris » le 26 février 2018 dans Crimes sur NRJ 12.
- « Mystérieuses disparitions à Paris » le 6 décembre 2018 dans Indices sur RMC Story.

## Émission radiophonique
- « Bérenger Brouns, le charcutier du marché St Martin » le 10 octobre 2016 dans Hondelatte raconte de Christophe Hondelatte sur Europe 1.